# Steve Tracy
Steve Tracy, född 3 oktober 1952 i Canton, Ohio, död 27 november 1986 i Tampa, Florida, var en amerikansk skådespelare. Tracy är mest känd för sin roll som Percival Dalton i Lilla huset på prärien.

## Filmografi i urval
- 1978 - James at 15 (TV-serie)
- 1979 - Quincy M.E. (TV-serie)
- 1980-1981  - Lilla huset på prärien (TV-serie)
- 1982 - The Jeffersons (TV-serie)
- 1982 - Skruvarna är lösa
- 1987 - Berättelser från andra sidan (TV-serie)